# Miklós Szalay
Miklós Szalay (Salgótarján, 6 dicembre 1946) è un ex calciatore ungherese, di ruolo centrocampista.

## Carriera

### Club
Ha sempre giocato nel campionato ungherese.

### Nazionale
Ha vinto l'oro olimpico nel 1968.